# Kền kền Griffon
Gyps fulvus là một loài chim trong họ Accipitridae.
Loài kền kền này có chiều dài 93–122 cm (37–48 in) với sải cánh dài 2,3–2,8 m (7,5–9,2 ft). Chim trống cân nặng từ 6,2 đến 10,5 kg (14 đến 23 lb) còn chim mái thường nặng từ 6,5 đến 11,3 kg (14 đến 25 lb), còn phân loài Ấn Độ (G. f. fulvescens) nặng 7,1 kg (16 lb). Cân nặng tối đa đã được ghi nhận là 4,5 đến 15 kg (9,9 đến 33 lb), cân nặng 15 kg có lẽ là của con chim nuôi nhốt. Con non mới nở trụi lông, loài này có bề ngoài của kền kền Cựu thế giới điển hình, với cái đầu trắng, cánh rất rộng và lông đuôi ngắn. Nó có khoang cổ màu trắng và mỏ màu vàng. Thân màu da bò và cánh tương phản với lông bay sẫm màu. Loài kền kền này ăn xác chết mà chúng phát hiện ra khi bay lượn thành đàn trên không trung. Chúng xây tổ trên các hốc đá trên các mỏm đá.

## Hình ảnh

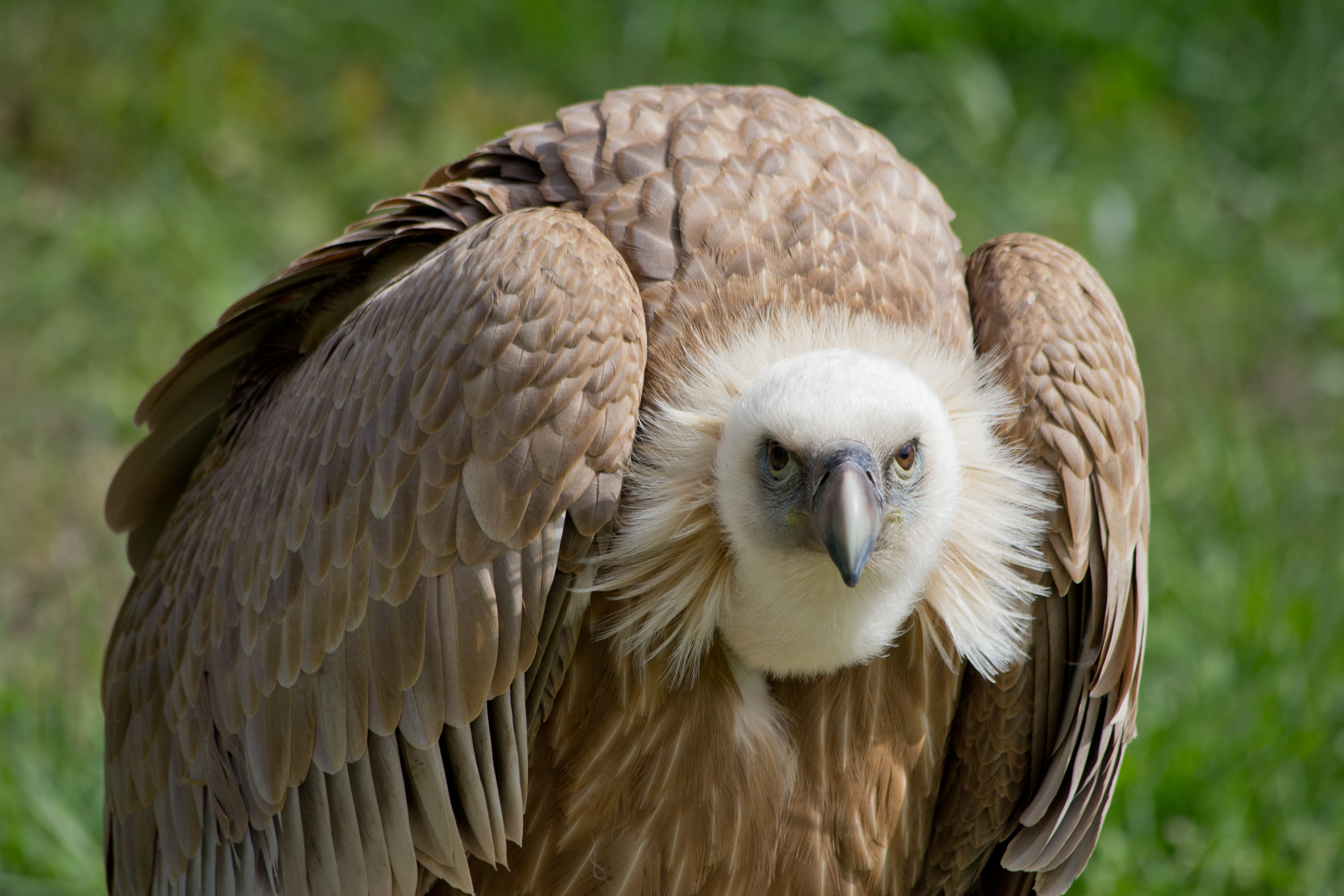
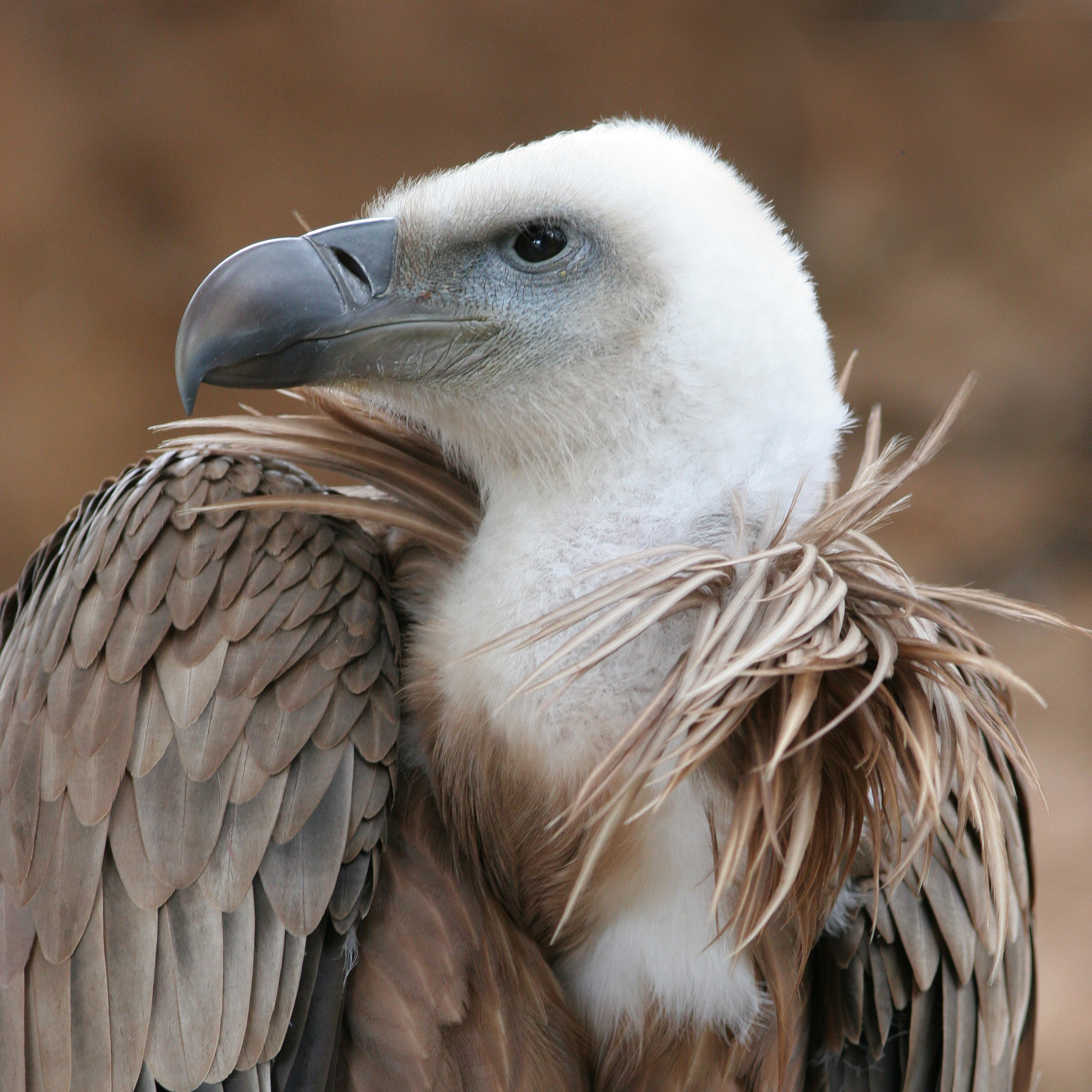
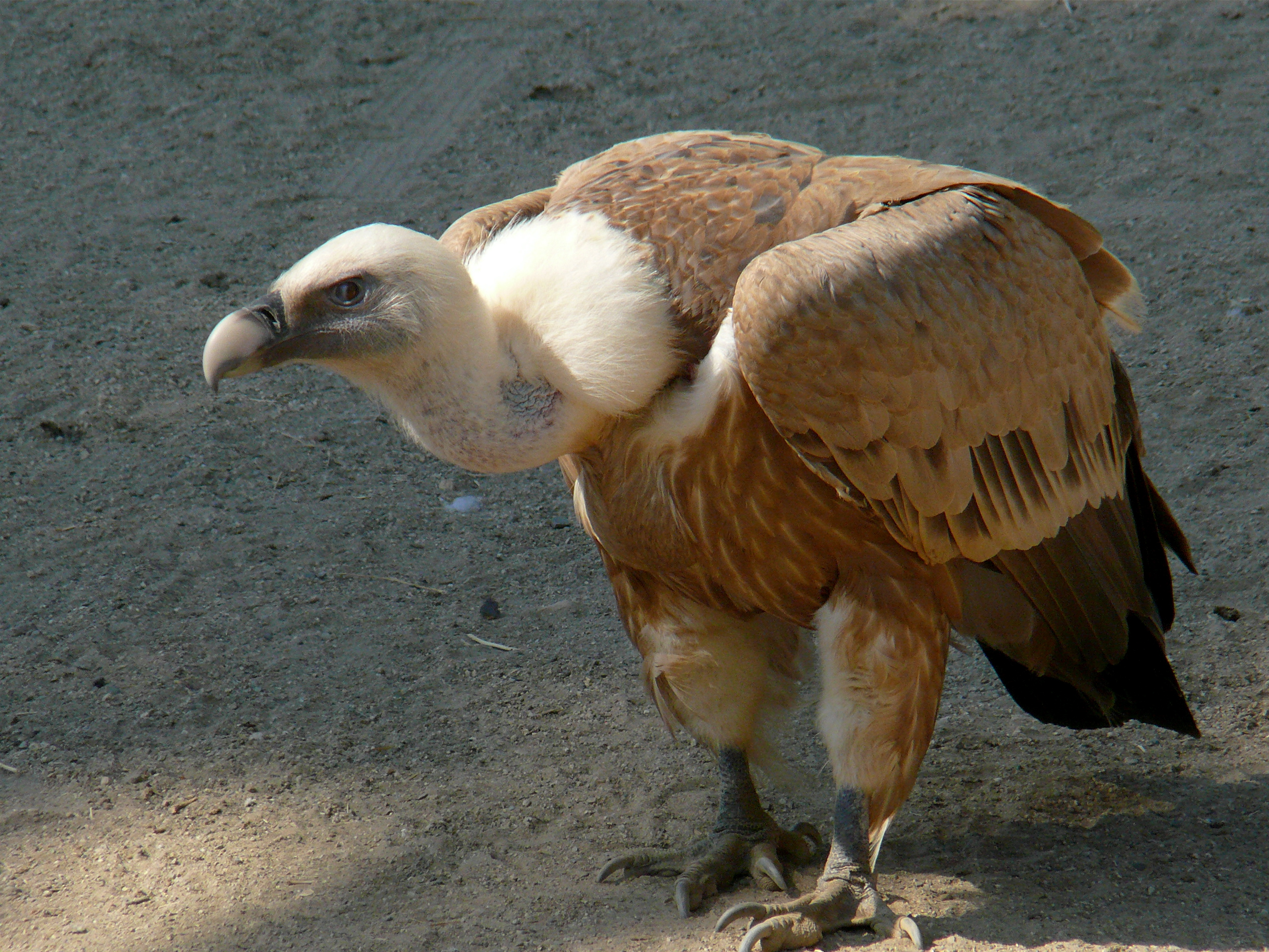
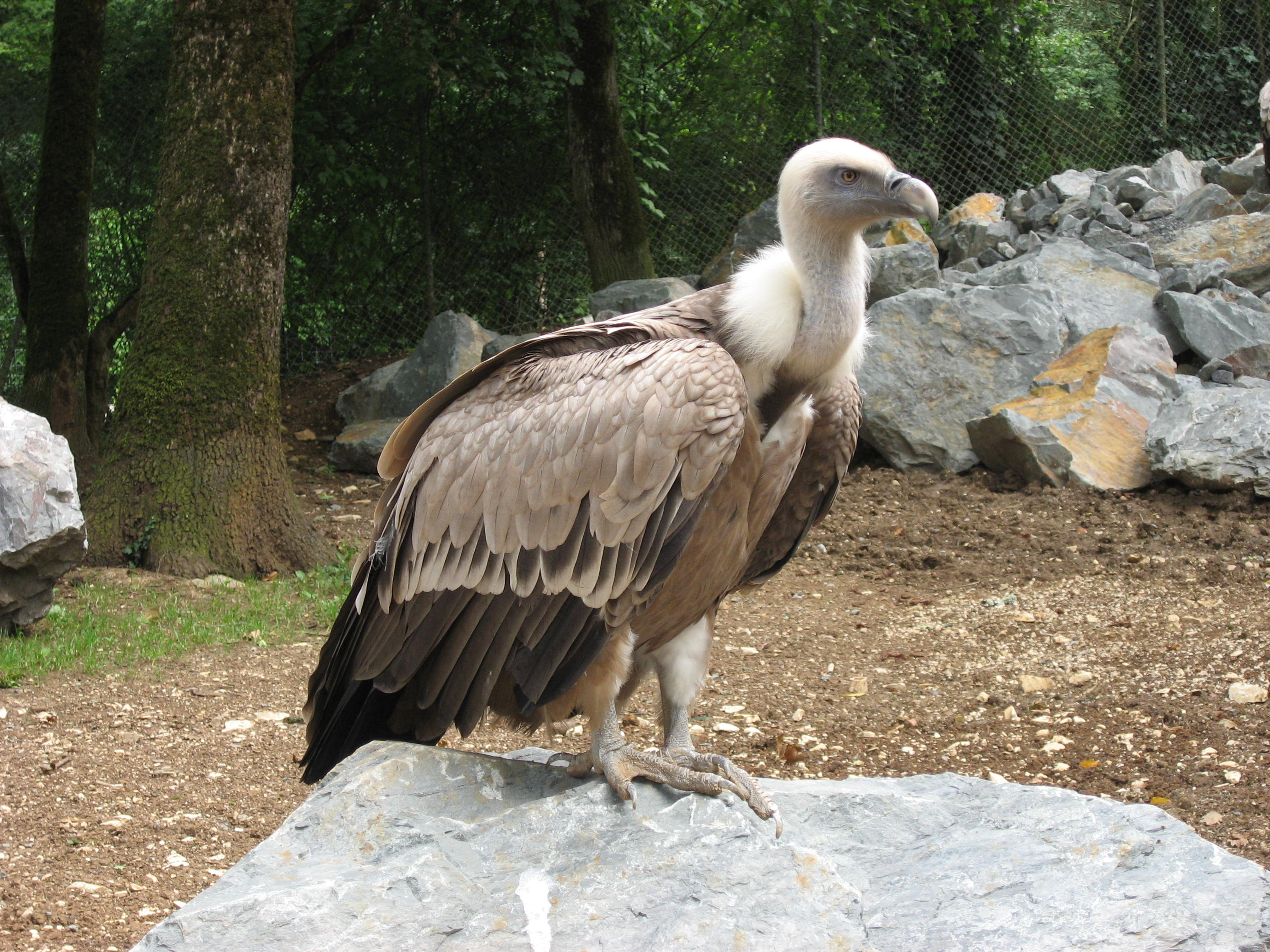
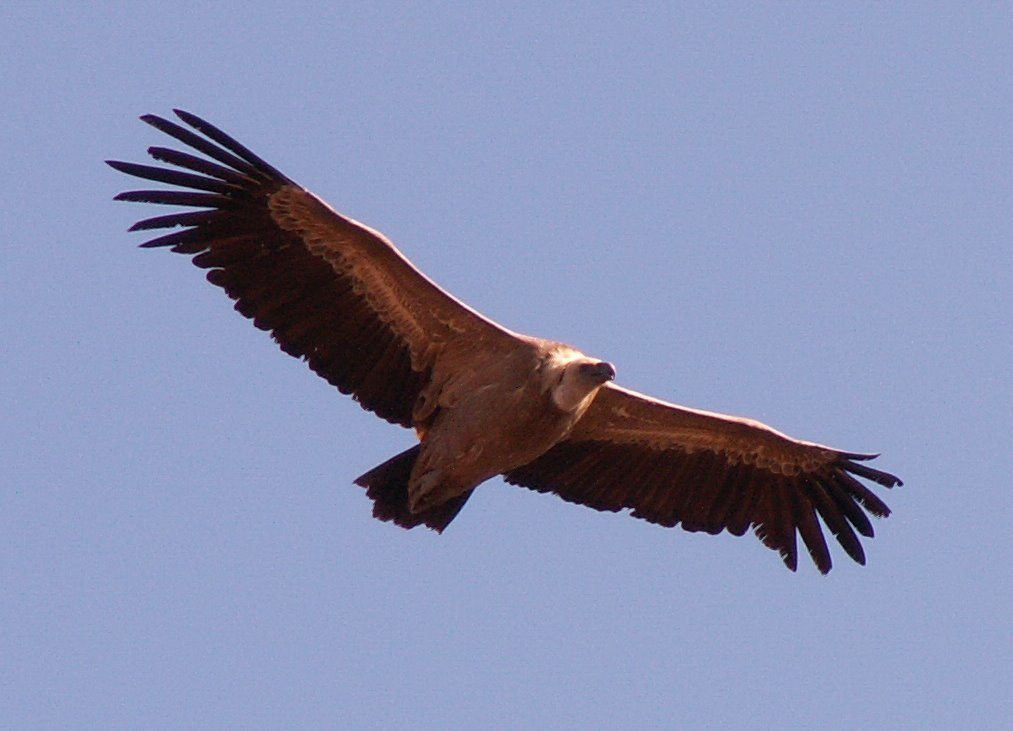
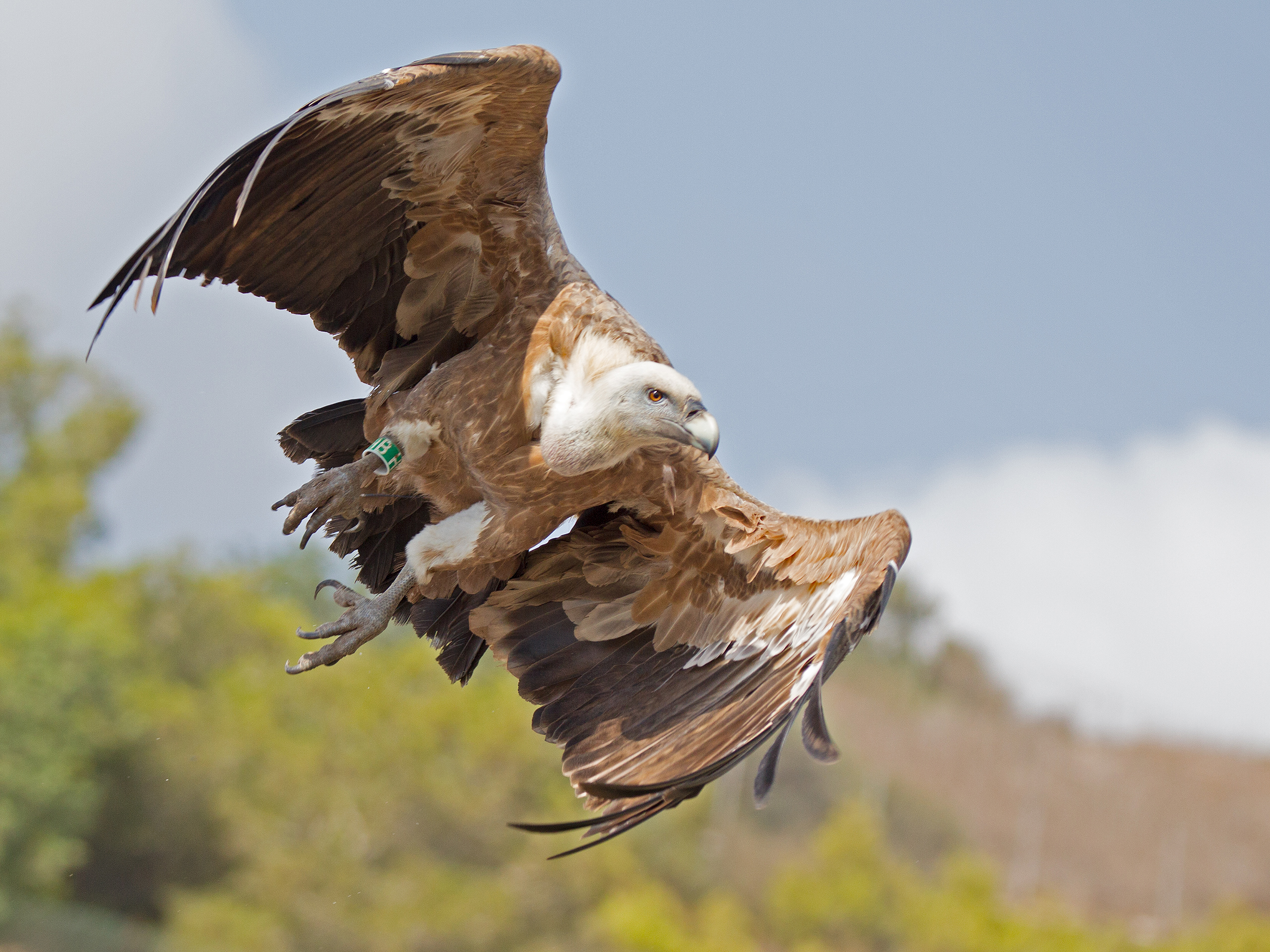
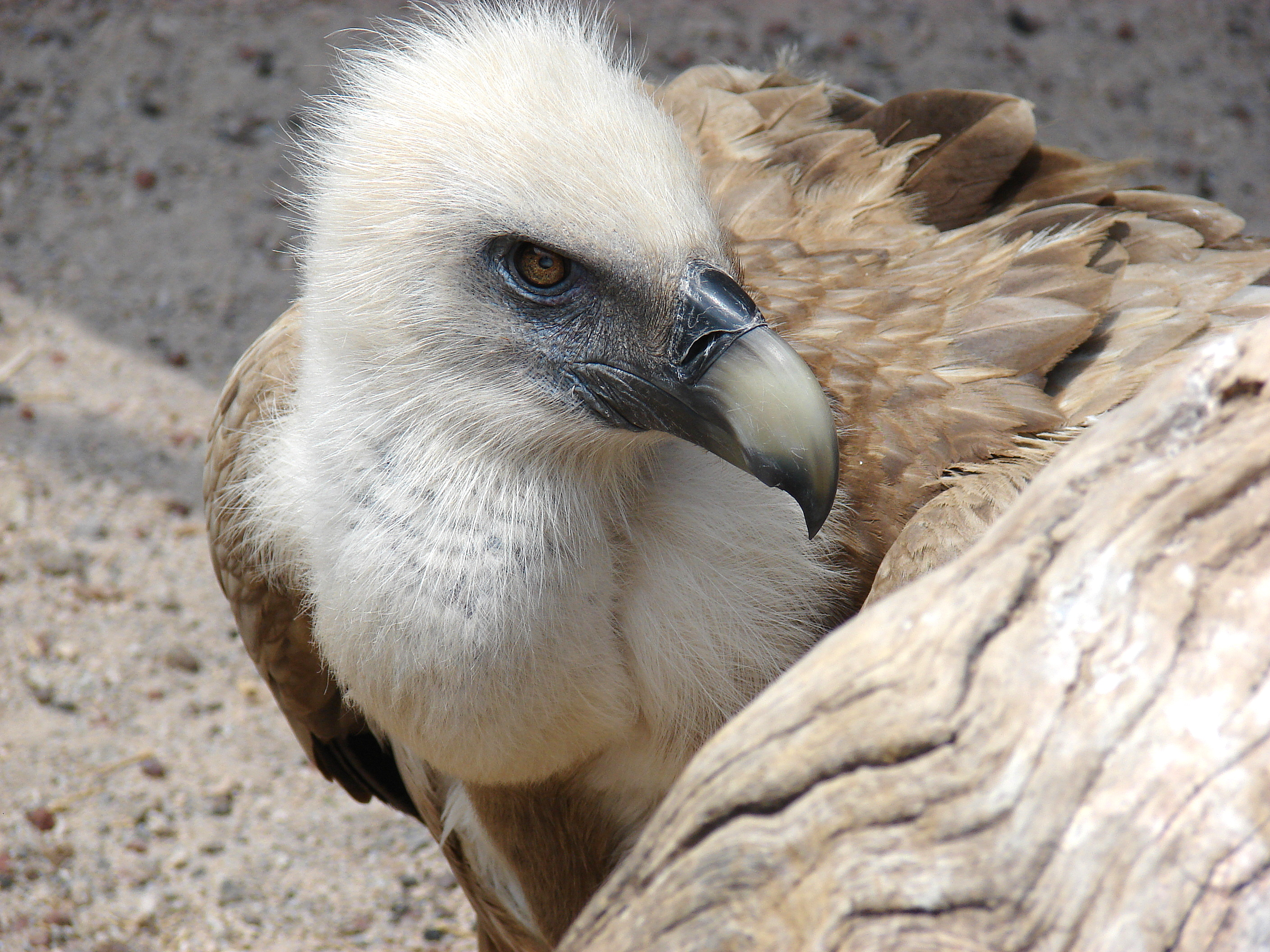
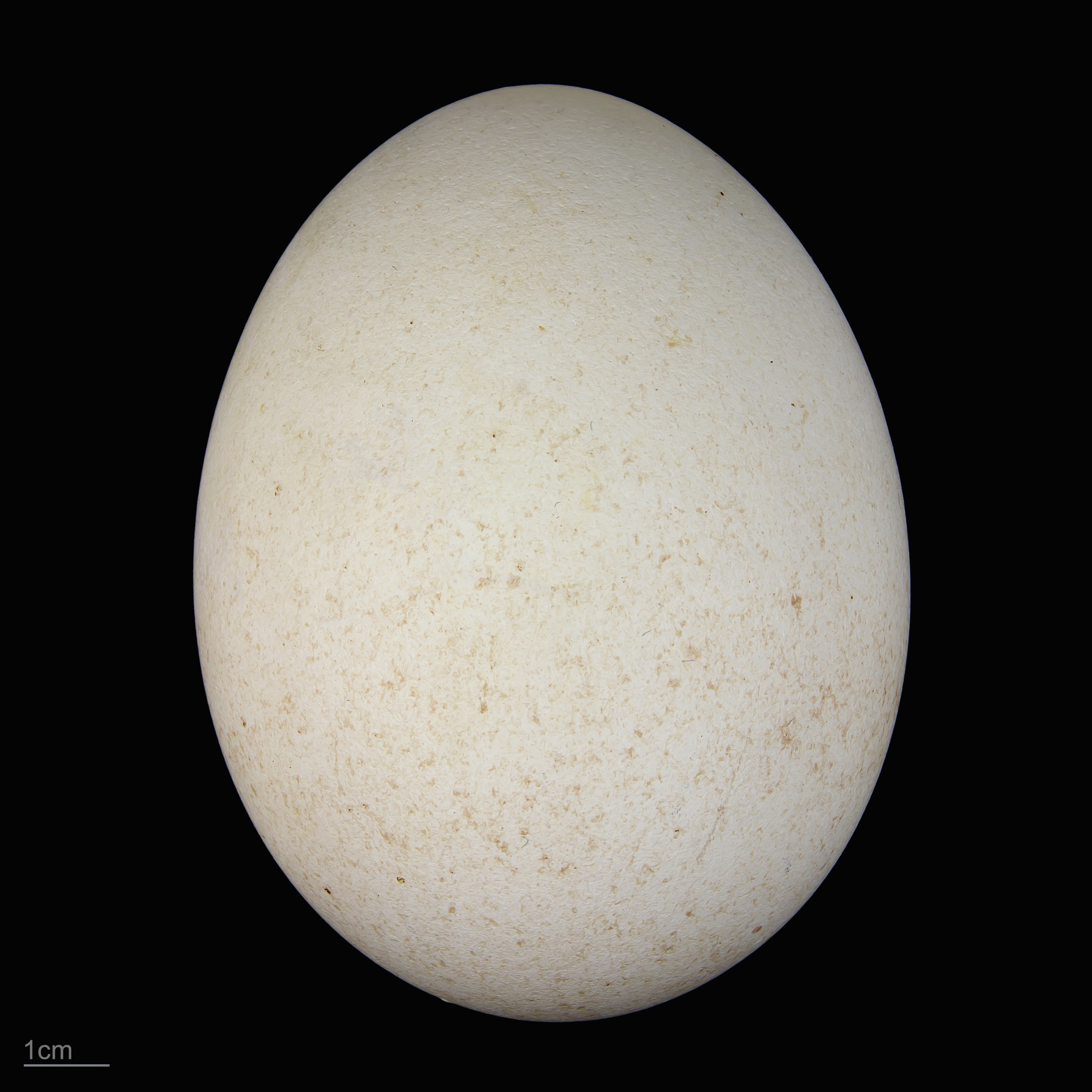
Museum specimen